# 沃特公園村 (印第安納州)
沃特公園村（英語：Vawter Park Village）是位於美國印第安納州科西阿斯科縣的一個非建制地區。該地的面積和人口皆未知。